# Belkhir Mounir
Belkhir Mounir – tunezyjski zapaśnik walczący w stylu wolnym. Brązowy medalista mistrzostw Afryki w 1990 roku.